# Районы Монреаля
Монреаль административно делится на 19 крупных районов, или округов (фр. arrondissement), каждый из которых, в свою очередь, подразделяется на небольшие округа.
Многие из этих районов были независимыми городами до января 2002 года, когда они были включены в состав Монреаля в ходе масштабной муниципальной реорганизации.

## Полномочия
Районный совет отвечает за:
- противопожарную безопасность
- удаление бытовых отходов и прочего мусора
- финансирование сообщества
- учреждения социального и местного экономического развития
- планирование парков и мест отдыха и их контроль
- культурные и спортивные объекты, организацию спортивных и общественных мероприятий
- поддержание местных дорог
- выдачу разрешений
- общественные консультации по внесению изменений в устав городского планирования
- распространение информации среди общественности
- планирование землепользования и развитие района

## Список районов Монреаля
С 2006 года до нынешнего времени Монреаль разделён на следующие районы:
| Номер (на карте) | Район                               | Население (2016) | Площадь, км² | Плотность, чел./км² |
| ---------------- | ----------------------------------- | ---------------- | ------------ | ------------------- |
| 1.               | Аунсик-Картьевиль (фр.)             | 134 245          | 24,2         | 5547,3              |
| 2.               | Анжу (фр.)                          | 42 796           | 13,7         | 3123,8              |
| 3.               | Кот-де-Неж-Нотр-Дам-де-Грас (фр.)   | 166 520          | 21,4         | 7781,3              |
| 4.               | Лашин                               | 44 489           | 17,7         | 2513,5              |
| 5.               | Ла-Саль                             | 76 853           | 16,3         | 4714,9              |
| 6.               | Лё-Плато-Мон-Руаяль                 | 104 000          | 8,1          | 12 839,5            |
| 7.               | Лё-Сюд-Уэст                         | 78 151           | 15,7         | 4977,8              |
| 8.               | Л'Иль-Бизар–Сент-Женевьев           | 18 413           | 23,6         | 780,2               |
| 9.               | Мерсье–Ошлага-Мезоннёв              | 136 024          | 25,4         | 5355,3              |
| 10.              | Монреаль Нор                        | 84 234           | 11,1         | 7588,6              |
| 11.              | Утремон                             | 23 954           | 3,9          | 6142,0              |
| 12.              | Пьерфонд-Роксборо                   | 69 297           | 27,1         | 2557,1              |
| 13.              | Ривьер-де-Прери–Пуэнт-о-Трамбль     | 106 734          | 42,3         | 2523,2              |
| 14.              | Роземон — Ла-Петит-Патри (фр.)      | 139 590          | 15,9         | 8779,2              |
| 15.              | Сен-Лоран                           | 98 828           | 42,8         | 2309,1              |
| 16.              | Сен-Леонар                          | 78 305           | 13,5         | 5800,4              |
| 17.              | Верден                              | 69 229           | 9,7          | 7137,0              |
| 18.              | Вилль-Мари                          | 89 170           | 16,5         | 5404,2              |
| 19.              | Вилльрей–Сен-Мишель–Парк-Экстансьон | 143 853          | 16,5         | 8718,3              |